# Рам Нарајан
Рам Нарајан (хинд. राम नारायण; Мевар, 25. децембар 1927 — Мумбај, 9. новембар 2024), често називан Пандит по својој титули, био је индијски музичар који је популаризовао музички инструмент саранги као концертни соло инструмент у хиндустичкој класичној музици и постао први међународно познат извођач на сарангију.